# Улица Пограничников (Сестрорецк)
У́лица Пограни́чников — улица в городе Сестрорецке Курортного района Санкт-Петербурга. Проходит от набережной реки Сестры до улицы Володарского.
Наименована 14 апреля 1975 года в память о находившейся здесь до 1939 года пограничной воинской части.
До настоящего времени нумерации по улице Пограничников нет. Дома пронумерованы по улице Володарского, набережной реки Сестры и улице Борисова. Почему домам не давали адреса по улице Пограничников, неясно. Двум домам (9, корпуса 1 и 2, по улице Борисова), возможно, не успели дать адрес по Пограничников, поскольку они были сданы в эксплуатацию в 1975 году. А вот ещё два дома — 58а и 60 по улице Володарского — были сданы соответственно в 1995 и 1983 годах, когда топоним улица Пограничников уже существовал.
Всю четную сторону занимал сосняк, отделяющий жилую застройку от Сестрорецкого кладбища. В 2012 году часть леса город отдал компании «Икапласт» для возведения частного медицинского центра с родильным домом. В 2015 году город выделил ещё один участок леса под вторую очередь комплекса — больничное учреждение. В общей сложности компании досталось 1,8 гектара.